# السعودية.
De domeinnaamextensie السعودية. is de Arabische vorm van de domeinnaamextensie voor Saoedi-Arabië.